# Yves Bamberger
Pour les articles homonymes, voir Bamberger.
Yves Bamberger est un ingénieur, chercheur et enseignant français.
Il a notamment dirigé la R&D d'EDF. En 2022, il est élu vice-président de l’Académie des technologies.

## Biographie

### Formation
Yves Bamberger est ancien élève de l’École Polytechnique (promotion 1966),. Dans le cadre des événements de mai 1968 il anime, avec son condisciple Jean-Pierre Bourguignon, le courant réformiste qui porte un programme de modernisation (contenu de l’enseignement, organisation des études, fonctionnement de l'École).
Il est diplômé de l'École nationale des ponts et chaussées en 1971.

### Carrière professionnelle

#### Chercheur et enseignant
Yves Bamberger commence sa carrière comme chercheur en mécanique des structures au sein du Laboratoire central des ponts et chaussées (LCPC). Ses travaux portent notamment sur des problèmes de vibrations, de stabilité et de propagations d’onde.
À l'École nationale des ponts et chaussées, il enseigne la mécanique de 1971 à 1988, puis la résistance des matériaux de 1988 à 2000. Il donne également des cours à l'École polytechnique, entre 1983 et 1995, y introduit plusieurs disciplines nouvelles, et crée la filière Génie Industriel.

#### Chez EDF
En  parallèle de ces activités dans l'enseignement supérieur, Yves Bamberger rejoint EDF en 1980 à la Direction des Études et Recherches (DER) pour prendre la direction du département « Mécanique et Modèles Numériques » que venait de créer André Daubert, pour contribuer aux traitements des questions de mécanique posées par le nucléaire.
En 1988, il prend la direction du service Informatique et Mathématiques appliquées, où il lance le développement du « supercomputing » pour répondre aux besoins de l’énergéticien. En 1991, il est secrétaire général de la Mission Informatique et Télécommunication en charge de conseiller les Directions générales d’EDF et GDF sur ces questions. Il préconise la connexion des systèmes d'information au protocole émergent TCP/IP, ou Internet, et donc l'abandon du projet de normalisation du réseau interne de transmission informatique, hérité du plan Calcul,. En 1999, après quatre ans passés à la Production et au Transport, il dirige une nouvelle Direction des Systèmes d’Information et de l’Informatique.
En 2002, il est nommé à la direction d'EDF R&D et travaille notamment sur l’électricité décarbonée et sur les réseaux « intelligents ».
Il introduit la notion de « valeur actualisée nette » des projets de recherche, comme outil d'évaluation prospectif, en rapportant les bénéfices attendus par projet sur une estimation des coûts de mise en œuvre. Son équipe est l'origine de l'implantation de la R&D d'EDF sur le pôle de Saclayen 2008,,. Le dossier est ensuite piloté par Bernard Salha, nommé Directeur R&D à partir de 2010, tandis qu'Yves Bamberger devient conseiller scientifique du PDG jusqu'en 2014.
Ses travaux sur la nécessité économique d'augmenter la production d'électricité, même après 2040, ont été salués dans un article du quotidien Le Monde.

### Fonctions de représentation

#### Académie des technologies
Yves Bamberger est l'un des membres fondateurs de l'Académie des technologies en 2000. Il il y intervient sur les questions énergétiques et de décarbonation de la production électrique,.
Il est élu président du comité des travaux en 2017 et il devient Vice-président de l'Académie en 2022,. Il préside la même année le Comité énergie du CAETS, Association internationale des académies des technologies et de l’ingénierie.
En 2022, avec deux autres membres de l'Académie, Patrick Pélata et Pierre Veltz, il cosigne une tribune dans le quotidien Le Monde pour « faire du déploiement de l’éolien et du solaire l’objet d’une planification nationale méthodique, mais ouverte aux territoires, aux acteurs économiques et aux citoyens ».
En 2023, avec Denis Ranque, président de l'Académie des technologies, il cosigne une tribune dans le quotidien Les Échos : « Si on ne peut que souscrire à l'objectif de neutralité carbone en 2050, l'objectif de réduction des émissions de gaz à effet de serre proposé pour 2030 est inatteignable ».

#### Cigref
Yves Bamberger est président du Cigref (Club informatique des grandes entreprises françaises) d'octobre 1993 à septembre 1995.

#### Conseils d'administrations, conseils scientifiques et autres activités
Comme président du conseil d'administration du Laboratoire central des ponts et chaussées (LCPC), il prépare dès 2006 la fusion du 1er janvier 2011 avec l'Institut national de recherche sur les transports et leur sécurité (Inrets).
Yves Bamberger est membre du Gartner Research Board (New York), membre du Board de l’Electric Power Research Institute (Palo Alto) et membre de la première plate-forme européenne sur les smartgrids.
En tant que personnalité qualifiée, il est membre du conseil d'administration de l'Institut français du pétrole et de l'Institut de physique du globe de Paris, des conseils scientifiques de l'Institut national de recherche en informatique et en automatique et de l'Agence de l'environnement et de la maîtrise de l'énergie, et du Haut Conseil de la science et de la technologie.
Il est membre du Comité de prospective en énergie de l'Académie des sciences.

## Publications
- Mécanique de l’ingénieur aux éditions Hermann, quatre tomes :

1. Tome 1, "Systèmes de corps rigides", 1981. 326 p.
2. Tome 2, "Milieux déformables", 1981. 288 p.
3. Tome 3, "Solides déformables", 1997. 468 p.
4. Tome 4, "Fluides", 1997. 296 p.

- François Voldoire co-auteur, Mécanique des structures : Initiation, Approfondissements, Applications. Paris : Presses de l'École nationale des Ponts et Chaussées, 2008. 682 p. Conception et calcul des structures de bâtiment.
- Hans B. Püttgen co-auteur, L’électricité, au cœur de notre futur bas-carbone. Sauvegarder notre niche écologique. Lausanne : EPFL Press, 2021. 347 p. Électricité. Electricity: Humanity's Low-carbon Future. Safeguarding Our Ecological Niche. Singapour : World Scientific, 2021. 484 p.  (ISBN 978-2-88915-481-4)

## Distinctions

### Décorations
Le 13 juillet 2007, Yves Bamberger est nommé au grade de chevalier dans l'ordre national de la Légion d'honneur au titre de « directeur de recherche et développement d'un groupe ; 38 ans d'activités professionnelles et de services militaires »., décoration remise le 21 novembre 2007. Il est promu au grade d'officier le 25 mars 2016 au titre de « ancien conseiller scientifique du président d'un groupe, membre fondateur de l'Académie des technologies ».
Il est officier de l'ordre des Palmes académiques.

### Distinctions scientifiques
En 1986, Yves Bamberger reçoit le prix Montyon de l'Académie des sciences « pour le dynamisme exceptionnel qu'il met au service des recherches en mécanique des structures ».
En 2000, il est président honoris causa de l'Académie des technologies,.